# Ratnowskaja
Ratnowskaja (ros. Ратновская) – wieś w Rosji, w rejonie charowskim obwodu wołogodzkiego. W 2010 r. liczyła 28 mieszkańców.